# Preston North End Football Club
El Preston North End Football Club (a menudo abreviado como The North End o PNE) es un club de fútbol profesional inglés de Preston, Lancashire, cuyo equipo actualmente juega en el EFL Championship, el segundo nivel del sistema de ligas del fútbol inglés. Preston, originalmente un club de cricket, tiene su sede en Deepdale desde 1875. El club comenzó a jugar al fútbol en 1878 como una actividad de acondicionamiento físico en el invierno y decidió concentrarse en él en mayo de 1880, cuando se fundó oficialmente el club. Deepdale es ahora el terreno más antiguo del fútbol en términos de uso continuo por parte de un club de grandes ligas.
Preston North End fue miembro fundador de la Football League en 1888. En la temporada 1888–89, el equipo ganó el campeonato de la liga inaugural y la FA Cup, esta última sin conceder un gol. Fueron el primer equipo en lograr un doblete en el fútbol inglés y, como fueron invictos en todos los partidos, son recordados como "Los Invencibles". Preston ganó el campeonato de la liga nuevamente en 1889–90, pero su único gran éxito desde entonces ha sido su victoria final en la FA Cup de 1938 sobre Huddersfield Town. Los jugadores más famosos del club han sido Tom Finney y Bill Shankly, quienes son conmemorados en Deepdale por tribunas que llevan su nombre. Otros jugadores notables incluyen Tommy Docherty, Alan Kelly Sr. y Graham Alexander.
Hasta 1961, el Preston solía ser uno de los equipos habituales de la Primera División, no obstante, después de haber sido relegado tras la temporada 1960-61, aún no han regresado a la categoría superior. Descendieron por primera vez a la Tercera División después de la temporada 1969-70 y llevan desde 1970 alternándose entre las tres divisiones inferiores, incluyendo un lapso de 19 temporadas desde 1981 hasta 1982 hasta 1999-2000. Preston ha enfrentado serios problemas financieros y estuvo dos veces en peligro de cierre. El club ahora es propiedad del empresario Trevor Hemmings y se estableció en el Campeonato EFL desde que ganó su promoción en 2015.

## Historia

Gráfico que muestra el progreso del Preston North End en el sistema del fútbol inglés.

El Preston North End fue fundado en 1863, originalmente como un club de cricket, y jugó sus primeros partidos en Marsh cerca del río Ribble en el suburbio de Ashton en Preston. Más tarde ese año, se cambiaron a Moor Park en el sur de la ciudad, llamándose a sí mismos "North End" en reconocimiento a la nueva ubicación. El 21 de enero de 1875, el club alquiló un campo frente a Moor Park en el lugar donde se encuentra el actual estadio Deepdale, que ha sido su sede desde ese entonces.
El club formó un equipo de rugby en 1877 como una actividad de acondicionamiento físico en invierno, pero esto no fue un éxito y, un año después, jugaron su primer partido bajo las reglas del fútbol. En mayo de 1880, se aceptó por unanimidad una propuesta para adoptar plenamente el código de la asociación y se fundó el Preston North End Football Club.
El Preston se convirtió en uno de los primeros clubes profesionales en contratar jugadores de Escocia. En 1887, derrotaron al Hyde por 26-0 en la primera ronda de la FA Cup, siendo hasta el momento la victoria más abultada en la historia del fútbol inglés. El delantero escocés Jimmy Ross anotó ocho goles en el partido, antes de convertir 19 goles en la temporada, también otro récord.
Jugaron frente al Hibernian escocés en el Campeonato del Mundo de 1887, perdiendo 2-1 en Edimburgo.

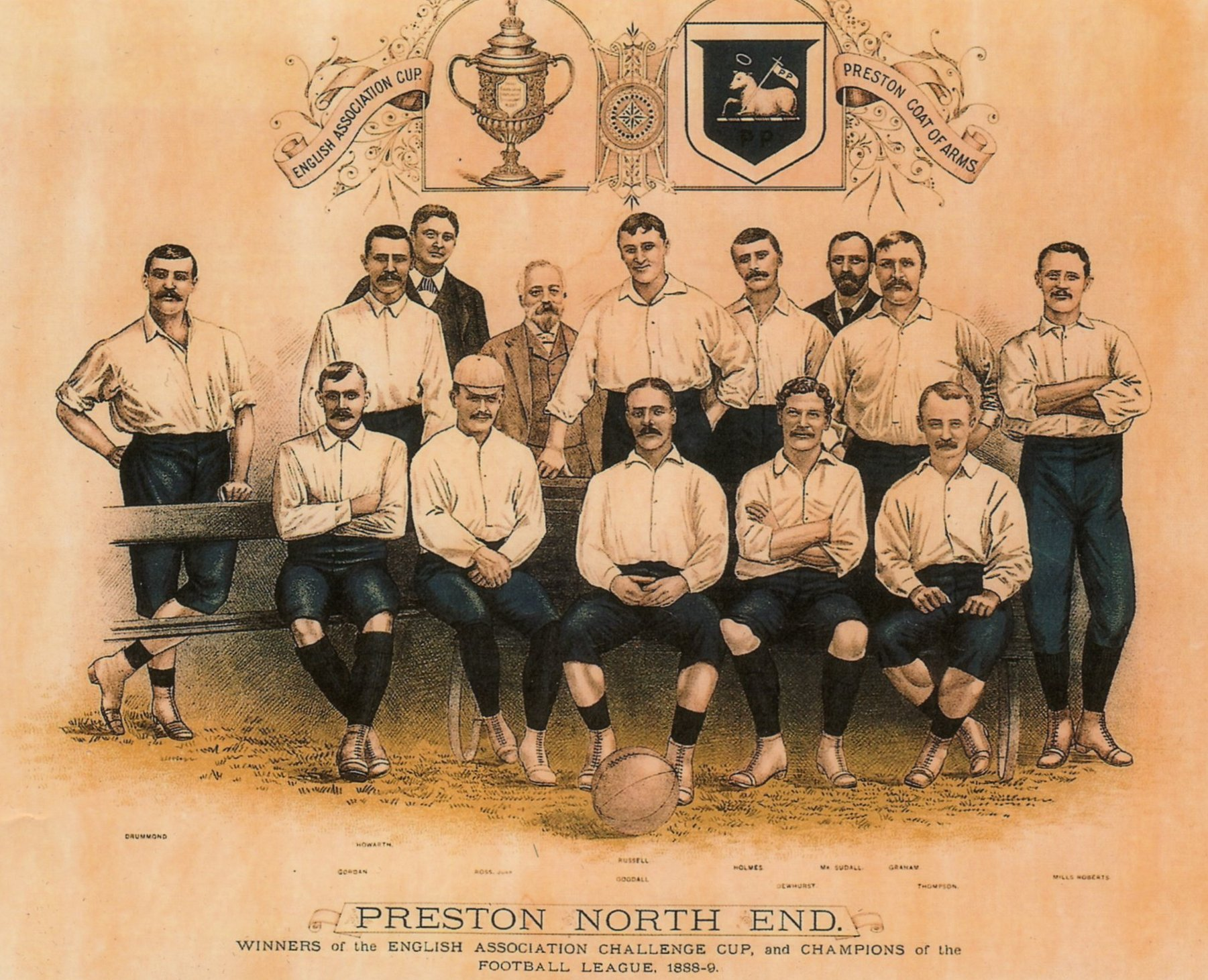
Preston North End en 1888–89, primeros ganadores de la First Division, posteriormente ganador del doblete.

En la temporada 1888-89, Preston se convirtió en el primer campeón de liga y en el primer ganador del doblete, convirtiéndose en el único equipo hasta la fecha que estuvo invicto durante toda una temporada tanto en la liga como en la FA Cup, ganando este último sin encajar un gol. En una contribución a la biografía de Tom Finney, Paul Agnew en 1989 escribió: "El club ha sido conocido durante mucho tiempo como Proud Preston, y los viejos invencibles del siglo anterior establecieron algunos estándares increíbles. El autor escribió otra parte diciendo que: "ese equipo se inmortalizó como los viejos invencibles. Otras fuentes llaman al equipo Los Invencibles y se han utilizado ambas versiones del apodo. En su autobiografía, Finney escribió: "El campeonato se quedó con North End -ahora etiquetados como Viejos Invencibles- el año siguiente, pero el lugar de los subcampeones tenía que ser suficiente para las próximas tres temporadas". Como dijo Finney, Preston volvió a ser campeón de liga en la temporada 1889-90, pero no ha ganado dicho título desde ese entonces. En total, han sido subcampeones de liga seis veces, incluidas las tres temporadas consecutivas desde 1890-91 a 1892-93, y dos veces en la década del 50 cuando Finney estaba jugando. La última gran victoria del club fue en la final de la FA Cup de 1938 cuando derrotaron al Huddersfield Town por 1-0 y el equipo incluía a Bill Shankly, Andy Beattie y el goleador George Mutch.
El jugador más famoso de Preston, Tom Finney, llegó al club en 1938, cuando era adolescente. Su debut en el primer equipo se retrasó a 1946 por la Segunda Guerra Mundial, pero jugó en el club hasta 1960. Fue apodado como el "Plomero de Preston" debido a su trabajo fuera del fútbol. Finney sigue siendo el máximo goleador del club, con 187 goles en 433 partidos, y también convirtió 30 tantos para la selección de Inglaterra en 76 encuentros internacionales.
Un año después de la salida de Finney, el Preston descendió a la Second Division y no ha jugado en la máxima división desde ese momento. Tuvieron una temporada memorable, la 1963-64 cuando, dirigidos por el exjugador Jimmy Milne, terminaron terceros en la segunda división y llegaron a la final de la FA Cup de la misma campaña, donde perdieron en un emocionante partido por 3-2 frente al West Ham United.
El Preston descendió por primera vez a la Third Division en la temporada 1969-70. Aunque lograron el ascenso rápidamente, el equipo ha pasado 28 de las 49 temporadas desde 1970 en las últimas dos divisiones, incluyendo un lapso de 19 temporadas desde 1981 al 2000. El club experimentó un declive casi terminal en la década de 1980 que provocó una amenaza muy real de desaparición. La temporada más complicada fue la 1985-86 cuando terminaron vigésimo terceros en la Fourth Division y tuvieron que buscar la reelección a la liga.

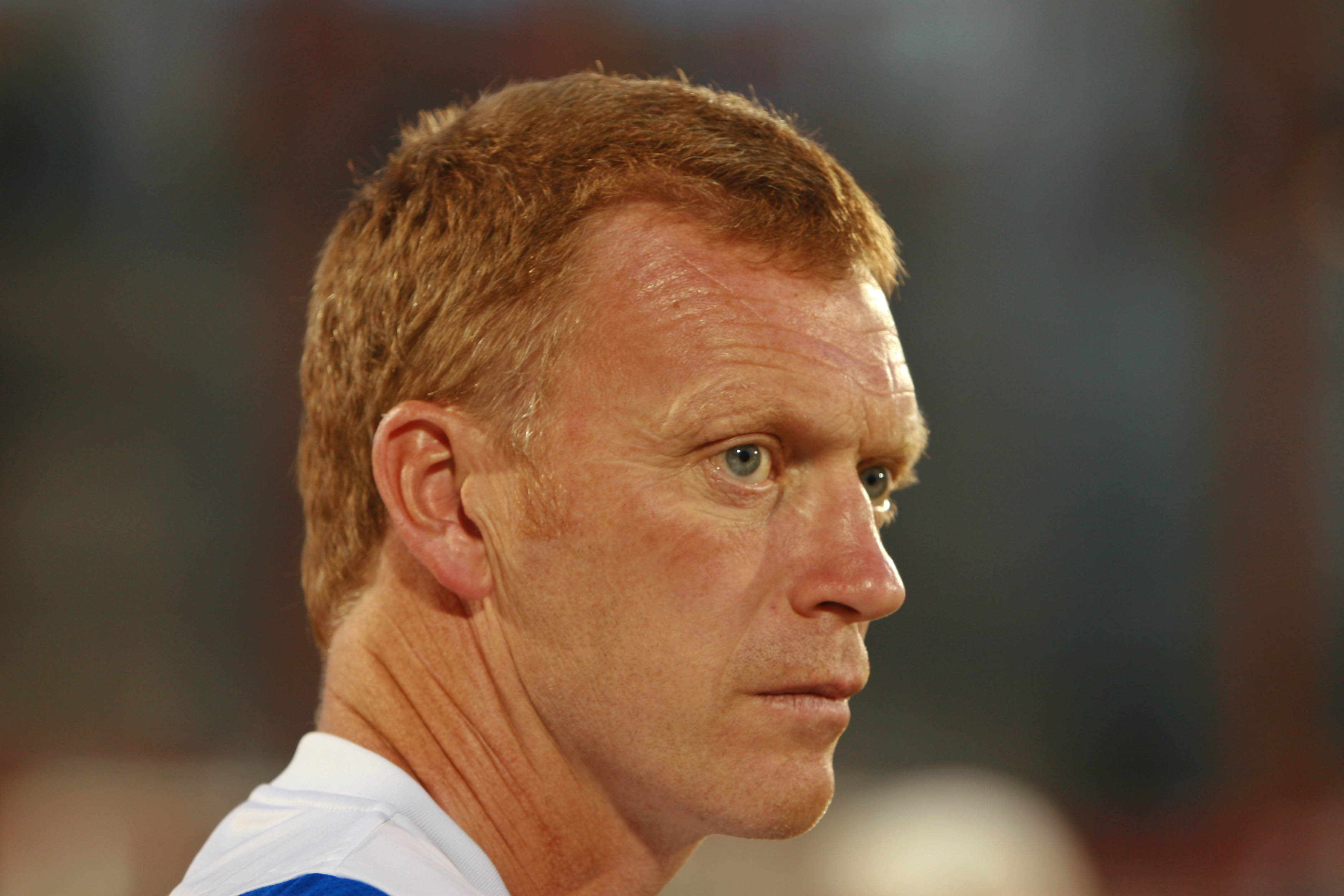
Con David Moyes a la cabeza, el Preston salió campeón de la Division Two en el 2000 y por poco no lograron el ascenso a la Premier League el siguiente año.

Con el entrenador John McGrath, el equipo se recuperó y ganó el ascenso a la Third Division solo un año después, pero fue un solo falso amanecer ya que el equipo pasó otros tres años en la última división de 1993 a 1996. El club finalmente comenzó a recuperarse y moverse adelante después de la adquisición por parte del fabricante de calefacción Baxi, aunque su compra duró hasta 2002. El defensa central del equipo, David Moyes, en ese entonces con 34 años, comenzó su carrera como entrenador cuando fue designado por la junta controlada por Baxi en febrero de 1988. Moyes tuvo éxito y dirigió al equipo al campeonato de la Third Division 1999-00. Preston llegó a la final de los play-offs de 2000-01 pero fueron derrotados por el Bolton Wanderers. En la final de los play-offs de 2004-05, bajo el mando del sucesor de Moyes, Billy Davies, Preston perdió frente al West Ham United.
Después de la venta masiva de Baxi y la salida de Moyes al Everton en 2002, el equipo se mantuvo en la segunda división durante la década del 2000, pero surgieron más problemas al final de la década con una orden de liquidación de HM Revenue and Customs en 2010 y en 2011 descendió a la tercera división. El problema fiscal fue resuelto por el empresario local Trevor Hemmings, ya accionista, que compró una acción mayoritaria en 2010. El equipo ascendió nuevamente, a través de los play-offs, en 2015 y ha estado bien ubicado en la EFL Championship.
Deepdale fue la sede del club de cricket original desde 1875 y del club de fútbol actual desde 1878. Es el estadio de fútbol más antiguo del mundo en términos de uso continuo por parte de un club de una liga importante. Cuando Baxi tomó el control, se encargó de un programa de inversión que tenía el objetivo principal de convertir Deepdale en un estadio moderno. El antiguo terreno fue demolido y reconstruido en cuatro etapas y la última grada instalada se abrió en 2008. Parte de la remodelación fue el Museo Nacional de Fútbol original que se inauguró en Deepdale en 2001, pero se trasladó a Mánchester en 2012 después de ser cerrado por dos años. El Preston ha tenido grandes resultados en Deepdale, por ejemplo, el partido ganado en el minuto 86 al Blackpool por 1-0 dónde la gente invadió el campo.
En la temporada 1888-89 el equipo gana su primera Liga, convirtiéndose en el primer equipo que ganó la Liga. Repitió ganando la liga también al año siguiente. Sin embargo, nunca más volvió a conseguir el título.
Su primer título, el de 1888-89, lo consiguió sin perder ninguno de sus partidos de Liga y Copa, además de no recibir ni un solo gol en esta última, convirtiéndose en el primer equipo inglés en ganar el campeonato de manera invicta. En la temporada 2003-04, el Arsenal también se proclamó campeón sin perder ningún partido de Liga, aunque sí cayó en semifinales de la Copa FA.
En los años 1960 empezó un declive del que aún no se ha recuperado. El equipo lleva desde 1961 sin jugar en la máxima categoría, por tanto, es el único equipo campeón de liga que, hasta el momento, no ha jugado en la actual Premier League, instaurada en 1992.
El 1 de marzo de 2024, consigue vencer al Burnley en FA Cup y de esta forma poder clasificarse a cuartos de Final del certamen por primera vez en 60 años.

## Estadio

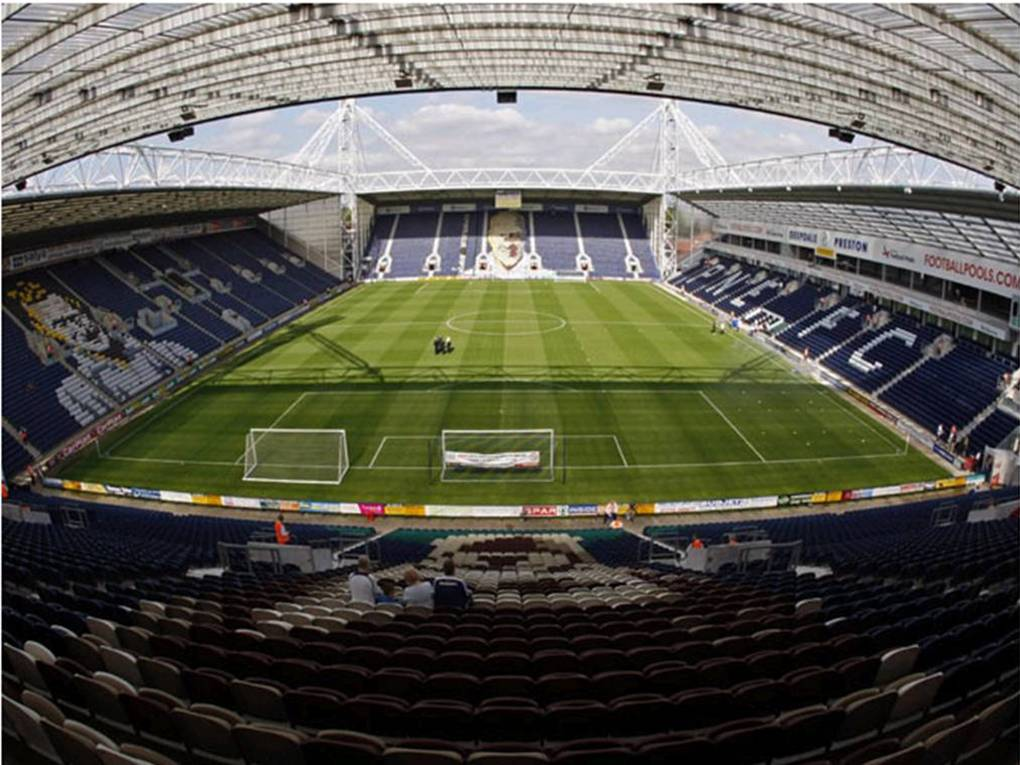
Deepdale, estadio del equipo desde 1878.

El sitio del actual estadio Deepdale fue alquilado por primera vez por el club en 1875 y utilizado como un estadio de fútbol en 1878. La mayor asistencia de público registrada fue de 42.684 por un partido de la Division One frente al Arsenal en abril de 1938. Después de una reconstrucción completa entre 1996 y 2009, el estadio cuenta con una capacidad de 23.404 espectadores. Las dimensiones del campo actual son 100x68 metros.

### Estatua

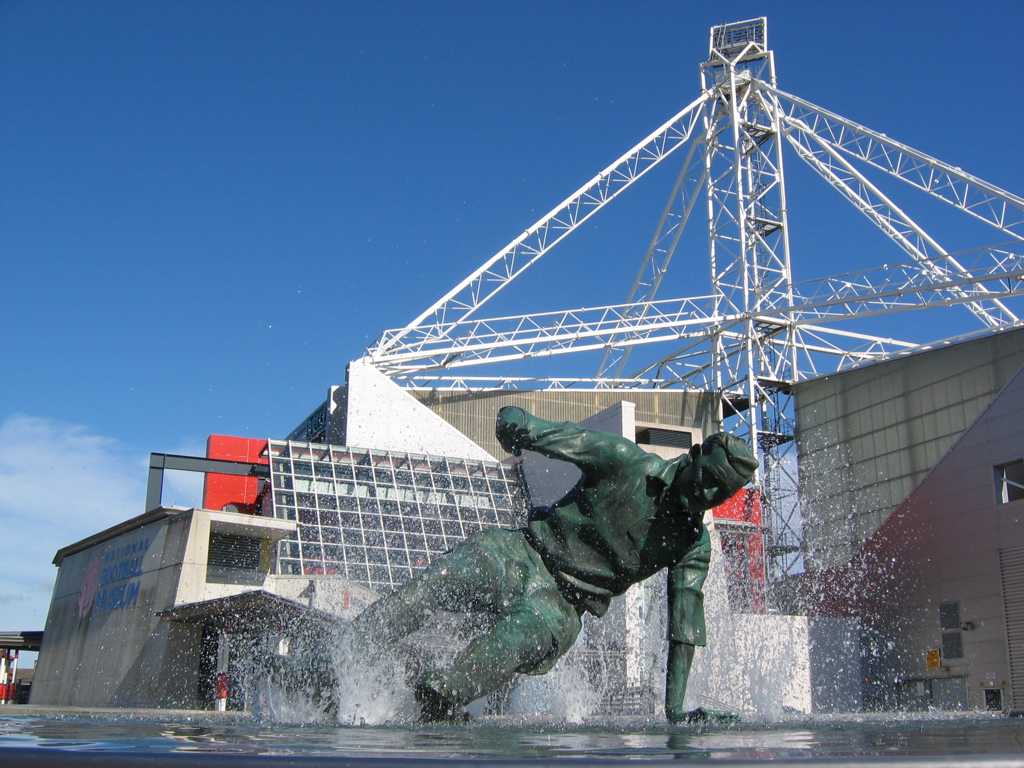
The Splash (El chapoteo) conmemora a la leyenda del Preston Tom Finney.

Antes del ingreso al estadio por la Sir Tom Finney Stand hay una estatua del famoso jugador, que se conoce como "The Splash" o "Tom Finney Splash" (El chapoteo o El chapoteo de Tom Finney). La estatua, esculpida por Peter Hodgkinson y presentada en julio de 2004, se inspiró en una famosa fotografía tomada en el partido del Preston North End contra el Chelsea en 1956, jugado en Stamford Bridge en condiciones húmedas.

## Uniforme
- Uniforme titular: Camiseta blanca, pantalón azul oscuro y medias azul oscuro.
- Uniforme alternativo: Camiseta amarilla y azul, pantalón amarillo y medias amarillo.

### Evolución
| 2014-15 | 2015-16 | 2016-17 | 2017-18 | 2018-19 | 2019-20 | 2020-21 |

## Palmarés
Torneos nacionales (4)
| Competiciones nacionales    | Títulos                                               | Subcampeonatos                                        |
| --------------------------- | ----------------------------------------------------- | ----------------------------------------------------- |
| Primera División (2/6)      | 1888-89, 1889-90.                                     | 1890-91, 1891-92, 1892-93, 1905-06, 1952-53, 1957-58. |
| FA Cup (2/5)                | 1888-89, 1937-38.                                     | 1887-88, 1921-22, 1936-37, 1953-54, 1963-64.          |
| Community Shield (0/1)      |                                                       | 1938.                                                 |
|                             |                                                       |                                                       |
| Segunda División (3/2)      | 1903-04, 1912-13, 1950-51.                            | 1914-15, 1933-34.                                     |
| Tercera División (2/0)      | 1970-71, 1999-00.                                     |                                                       |
| Cuarta División (1/1)       | 1995-96.                                              | 1986-87.                                              |
| Lancashire Senior Cup (6/4) | 1886-87, 1892-93, 1894-95, 1899-00, 1938-39, 1996-97. | 1887-88, 1907-08, 2005-06, 2010-11.                   |
| Football League War Cup (1) | 1941.                                                 |                                                       |

## Récords del club
- Máximo goleador: Tom Finney (210 goles en 473 partidos).
- Máximo goleador en una temporada: Ted Harper (37 goles en la temporada 1932-33).
- Máxima asistencia: 42.684 frente al Arsenal (23 de abril de 1938).
- Máxima goleada a favor: Preston North End 26-0 Hyde (FA Cup 1887-88, 15 de octubre de 1887). — (Récord vigente de la competencia)
- Máxima goleada en contra: Preston North End 0-7 Blackpool (1 de mayo de 1948).
- Compra más cara: £ 1.500.000 (Brad Potts desde el Barnsley en enero de 2019).
- Venta más cara: £ 10.000.000 (Jordan Hugill al West Ham United en enero de 2018).
- Jugador más joven: Ethan Walker (16 años y 156 días).
- Jugador más veterano: Bob Kelly (41 años y 2 meses).

## Rivalidades
Históricamente, la principal rivalidad del Preston North End es el Blackpool, con quien disputa el derbi del oeste de Lancashire. Entre los dos clubes han disputado 96 partidos desde 1901. Los otros rivales del Preston a lo largo de los años son el Blackburn Rovers, Burnley, Bury, Bolton Wanderers, Oldham Athletic, Rochdale y Wigan Athletic.